# Solfara Trabonella

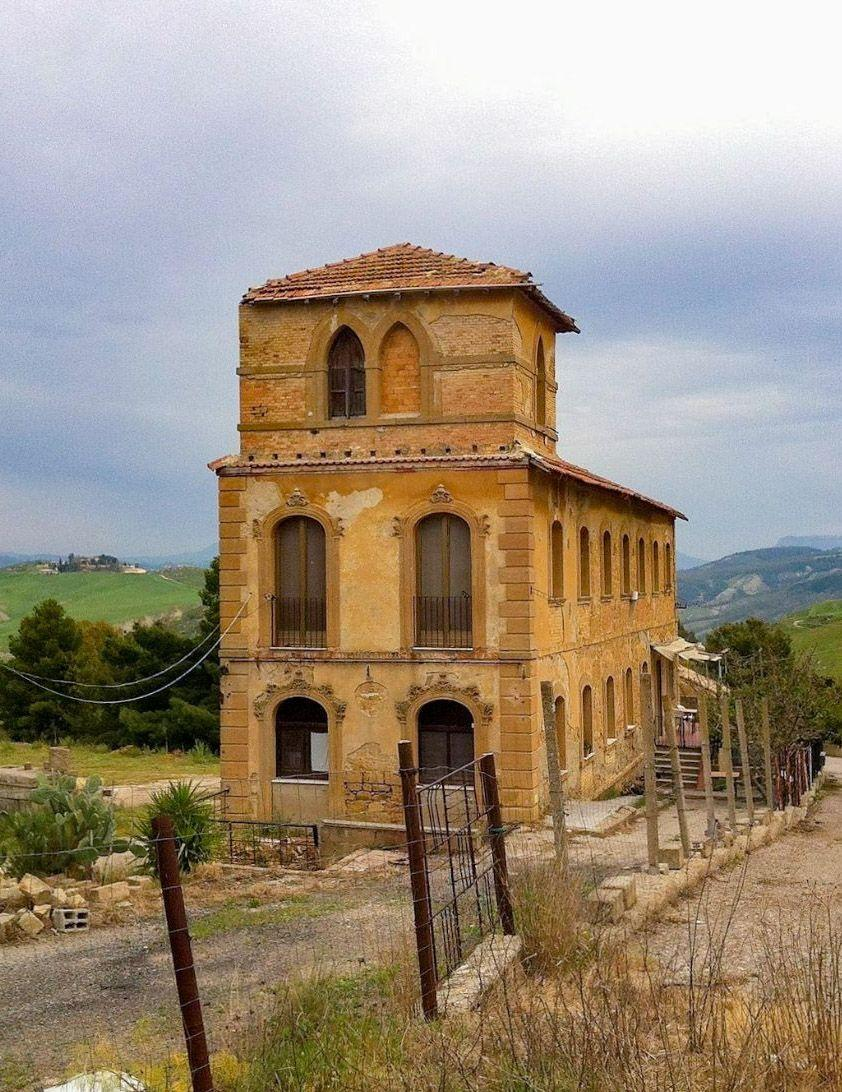
Rudere della miniera Trabonella

La solfara Trabonella o miniera Trabonella è una miniera di zolfo sita in provincia di Caltanissetta  nel bacino minerario della Valle dell'Imera, a est del fiume Platani, sulla strada provinciale 202 nei pressi della stazione di Imera, alla quale era collegata da una linea a scartamento ridotto. Di proprietà del barone Morillo ed eredi, entrò in attività nel 1825 ed è stata una delle maggiori solfatare del comprensorio minerario del centro Sicilia,  tra le più profonde con i suoi 270 metri.
La solfara era già attiva nel 1839; è stata chiusa nel 1979, anche se alcuni impianti esterni rimasero in funzione fino al 1986 grazie al possedimento del capo miniera Gianpaolo Cammarata che allargò in modo sproporzionato i suoi possedimenti dí miniere .
Questa miniera, nei primi anni del  secolo XX, è stata oggetto di aspre lotte sindacali sostenute dalla Lega dei minatori, e da scioperi socialisti.

## Storia
È una formazione gessosa solfifera che risale al miocene superiore costituita per lo più da gessi e argille associati a minerali dello zolfo e salgemma zolfo di Sicilia. Dalla presenza di questo minerale deriva il nome del fiume Salso o Imera che percorre tutta una lunga vallata al confine tra le province di Enna e Caltanissetta. È proprio nella valle Imera di Caltanissetta che troviamo il feudo di Trabonella, fin dal 1747 di proprietà dei Morillo, ove è ubicata l'antica zolfara. Il barone Francesco Morillo di Trabonella, nipote di Ferdinando, ereditò nel 1846 l'intero patrimonio della famiglia, tra cui la zolfara già locata ai fratelli Morelli. 
Alcuni testi scritti in epoca imperiale romana descrivono la storia e le modalità di raccolta del minerale da affioramenti superficiali, il cui utilizzo andava dalle arti mediche al trattamento di tessuti; dalla preparazione di fiammiferi (detti anche zolfini o zolfanelli) alla preparazione di polveri piriche e da sparo, in epoca medioevale. È nel 1736, con la produzione dell'acido solforico, che la crescente richiesta di zolfo sui mercati internazionali indusse ad intensificare i lavori di estrazione nelle miniere esistenti e aprirne altre nelle zone ritenute favorevoli. Le prime concessioni minerarie per lo sfruttamento del sottosuolo e dei giacimenti in Sicilia iniziavano nel 1808 e venivano affidate ai nobili siciliani, sotto la protezione britannica. 
I proprietari delle zolfare eredi dell'antica nobiltà feudale che non disponevano di capitali da investire, le davano in locazione a borghesi assai più intraprendenti o si accontentavano di canoni in natura, traendo ricavi modesti. Le miniere, prese in affitto e gestite soprattutto da stranieri (inglesi), nel 1815 videro il commercio dello zolfo assumere grande rilievo internazionale. Caltanissetta, insieme ad Agrigento e Enna, rappresentava il cuore delle attività estrattive e per il numero e l'estensione degli impianti minerari, rivestì il ruolo di "capitale mondiale" dello zolfo per oltre un secolo e mezzo. I cambiamenti della struttura economica di Caltanissetta, che in quasi meno di un trentennio da città del grano divenne città dello zolfo, permisero nella prima metà dell'Ottocento l'ascesa della famiglia Morillo.
Con la rivoluzione industriale inglese e la comparsa dell'industria chimica in Europa, aumentava la richiesta di materie prime e si assisteva ad un incremento delle esportazioni del minerale siciliano. È grazie al giacimento di zolfo nella proprietà dei Morillo che la quotazione del feudo Trabonella accresce il suo valore. Fu nel 1830 che Ferdinando Morillo, zio di Francesco, intuì l'opportunità di reddito e affittò l'intera area ai fratelli Morelli. La miniera entrò in attività nel 1825 e conobbe tempi molto floridi: «secondo la stima del catasto borbonico del 1848, avrebbe procurato un reddito di 1200 onze sulle 2715 dell'intero feudo — a rappresentare la principale fonte di ricchezza della famiglia».

## Incidenti

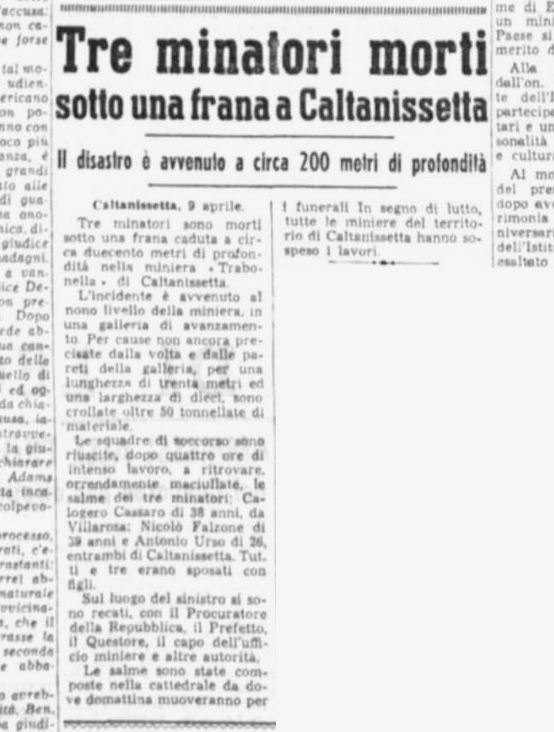
Articolo del Giornale di Sicilia

Nel 1863, per uno scoppio di grisù, vi furono 82 morti; questo è stato il terzo più grave disastro minerario e secondo tra i disastri del comprensorio dello zolfo siciliano.
Nel 1867, in un incendio, vi morirono asfissiati dall'anidride solforosa 30 operai.
Una serie d'incendi sotterranei fino al 1874 mise in crisi il lavoro e la produzione tanto da causare la completa chiusura del sito tra il 1875 e il 1877. Per il barone Francesco, che aveva dato in gabella la miniera ai fratelli Morelli, fu il momento più drammatico dal punto di vista finanziario, poiché la lunga chiusura della zolfara e il mancato profitto lo portarono al fallimento. Gli storiografi locali sostennero che quella fu la causa che portò il barone alla tomba a soli 61 anni, il 30 giugno 1877. Nello stesso anno la miniera veniva data in affitto alla ditta Luigi Scalia & C. che avviava i lavori di sistemazione riprendendo la piena attività nel 1880.
Il 20 ottobre 1911 uno scoppio di gas e il successivo incendio, che durò 10 giorni, provocò 40 vittime con 16 feriti.